# Glen Auldyn
Glen Auldyn je uska dolina na otoku Manu. Duga je 6 km, a kroz nju teče rijeka s istog imena, koja teče u smjeru NNE i ulijeva se u rijeku Sulby nedaleko od njenog ušća, blizu Ramseya. U cijelosti je unutar župe Lezayre. Donja trećina doline je naseljena i dijelom je prati cesta B16. Na ovaj dio gleda Sky Hill.
Srednji dio doline sadrži hrastovu šumu.
U dolini se nalazi crkvica sv. Fingana.
U dolini se nalazi podzemni rezervoar kapaciteta oko 6,800 m3 koji opskrbljuje sjeverni i istočni dio otoka.